# ロイコメチレンブルー
ロイコメチレンブルー（Leucomethylene blue）とは、有機化合物の1種であり、3-N,3-N,7-N,7-N-tetramethyl-10H-phenothiazine-3,7-diamineのことである。

## 解説
メチレンブルー（全く同じ物をメチルチオニニウムと呼ぶこともある）の分子中央部に存在する窒素原子と硫黄原子が還元された状態が、ロイコメチレンブルーである。分子式はC16H19N3Sで、分子量は285.40716 (Da)

。
メチレンブルーを水溶液にして、ここに何らかの還元剤を作用させると、ロイコメチレンブルーに変化する

。
そして、ロイコメチレンブルーに何らかの酸化剤を作用させると、メチレンブルーに戻すことができる

。
なお、メチレンブルーの水溶液は、その名の通り青色をしているのに対して、ロイコメチレンブルーになると無色に変化する

。
メチレンブルーの中央の環を構成する窒素原子と硫黄原子が還元されたことによって、この部分にパイ電子雲が広がらなくなり、吸収する光の波長が変化するために、このような色の変化が起こる。

## 主な参考文献
- 化学大辞典編集委員会 編集 『化学大辞典 （縮刷版、第9巻）』 共立出版 1964年3月15日発行 ISBN 4-320-04023-6